# São João da Canabrava
São João da Canabrava är en kommun i Brasilien.   Den ligger i delstaten Piauí, i den östra delen av landet, 1 200 km nordost om huvudstaden Brasília. Antalet invånare är 4 445.
Omgivningarna runt São João da Canabrava är huvudsakligen savann. Runt São João da Canabrava är det glesbefolkat, med 8 invånare per kvadratkilometer.